# Iwan Szopa
Iwan Jurijowycz Szopa, ukr. Іван Юрійович Шопа, ros. Иван Юрьевич Шопа, Iwan Jurjewicz Szopa (ur. 17 września 1948 we wsi Dowhe, w obwodzie zakarpackim) – ukraiński piłkarz, grający na pozycji napastnika.

## Kariera piłkarska

### Kariera klubowa
W 1966 roku rozpoczął karierę piłkarską w klubie Werchowyna Użhorod, skąd w 1968 roku został zaproszony do Dynama Chmielnicki. Potem był na testach w Dynamie Kijów, jednak wybrał Karpaty Lwów. W 1972 odszedł do Szachtara Kadijewka, a latem 1973 przeniósł się do Tawrii Symferopol, a w 1986 przeszedł do Sudnobudiwnyk Mikołajów. W 1979 powrócił do rodzimej Howerły Użhorod, gdzie zakończył karierę.

## Kariera trenerska
Karierę szkoleniowca rozpoczął po zakończeniu kariery piłkarza. Trenował zespoły amatorskie.
Od 2004 pracuje na stanowisku trenera w Liceum Sportowo-Humanitarnym we wsi Ilnycia.

## Sukcesy i odznaczenia

### Sukcesy piłkarskie
Karpaty Lwów
- mistrz Pierwoj ligi ZSRR: 1970

Sudnobudiwnyk Mikołajów
- mistrz Ukraińskiej SRR: 1974
- mistrz strefy 6 Wtoroj ligi ZSRR: 1974